# Callimorpha dominula
Callimorpha dominula és una espècie de lepidòpter ditrisi de la família dels erèbids (Erebidae), subfamília Arctiinae.

## Distribució
Es troba a Europa, Turquia, Transcaucàsia i nord de l'Iran.

## Biologia
Les larves s'alimenten majoritàriament de consolda major (Symphytum officinale). L'imago vola durant el dia.
Pot presentar-se en formes rares de color, unes amb el cos i les ales posteriors de color groc i altres amb les ales posteriors negres.

## Subespècies
- Callimorpha dominula dominula (Linnaeus, 1758) (Bàltic, Belarús, Ucraïna, Moldàvia, oest de Rússia i centre d'Europa).
- Callimorpha dominula lusitanica Staudinger, 1894 (Portugal).
- Callimorpha dominula pompalis Nitsche, [1926] (valls del sud dels Alps).
- Callimorpha dominula persona (Hübner, 1790) (Itàlia).
- Callimorpha dominula trinacriae Nardelli & Giandolfo, 1996 (Sicília).
- Callimorpha dominula profuga (Goeze, 1781) (Balcans: Macedònia, Albània, Grècia i oest de Turquia).
- Callimorpha dominula rossica Kolenati, 1846 (Caucas, Transcaucàsia).
- Callimorpha dominula philippsi Bartel, 1906 (Muntanyes Talish, nord de l'Iran, sud del Turkmenistan).
- Callimorpha dominula kurdistanica Thomas, 1983 (sud-est de Turquia i possiblement l'Iraq).

## Galeria

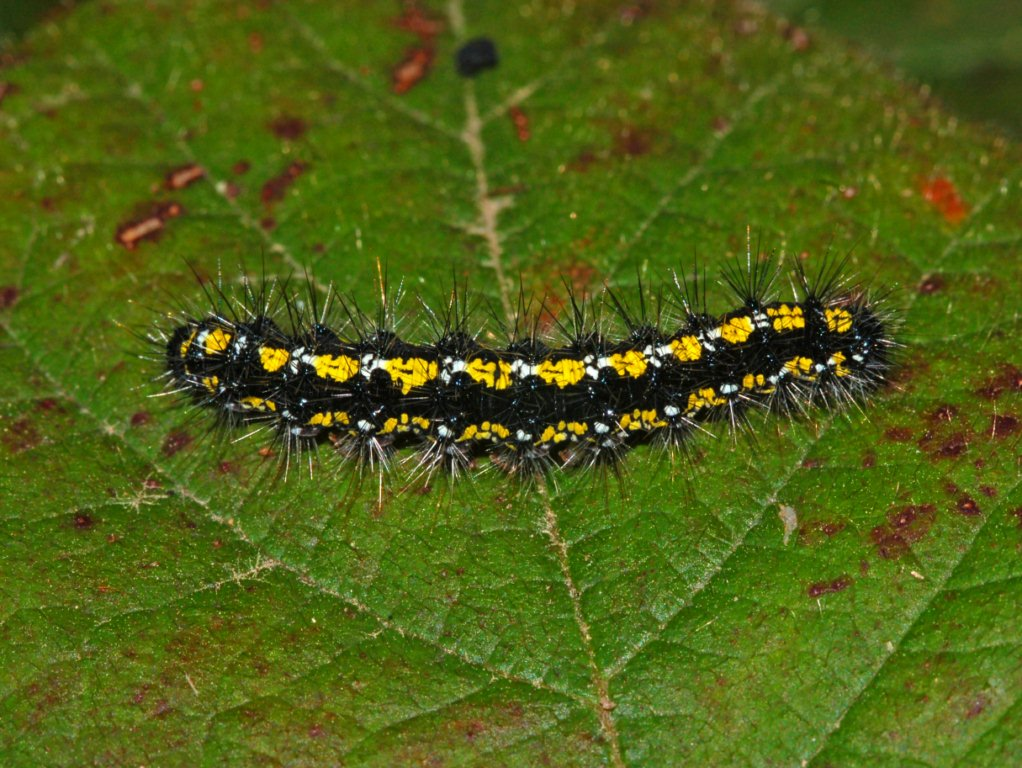
Callimorpha dominula larva
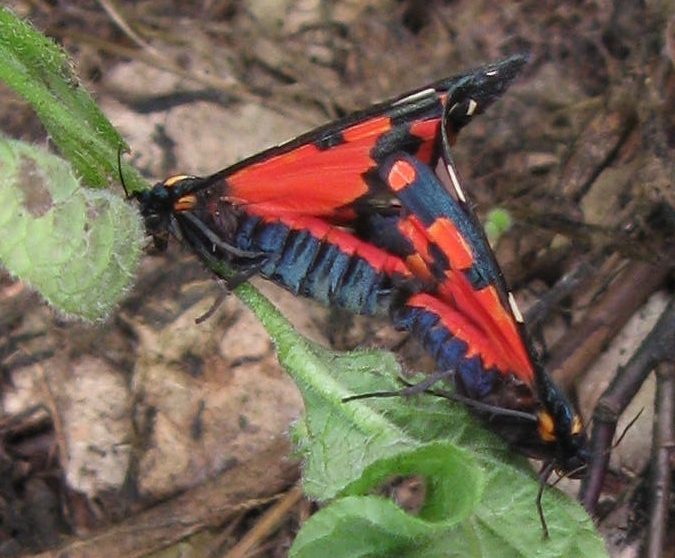
Callimorpha dominula còpula
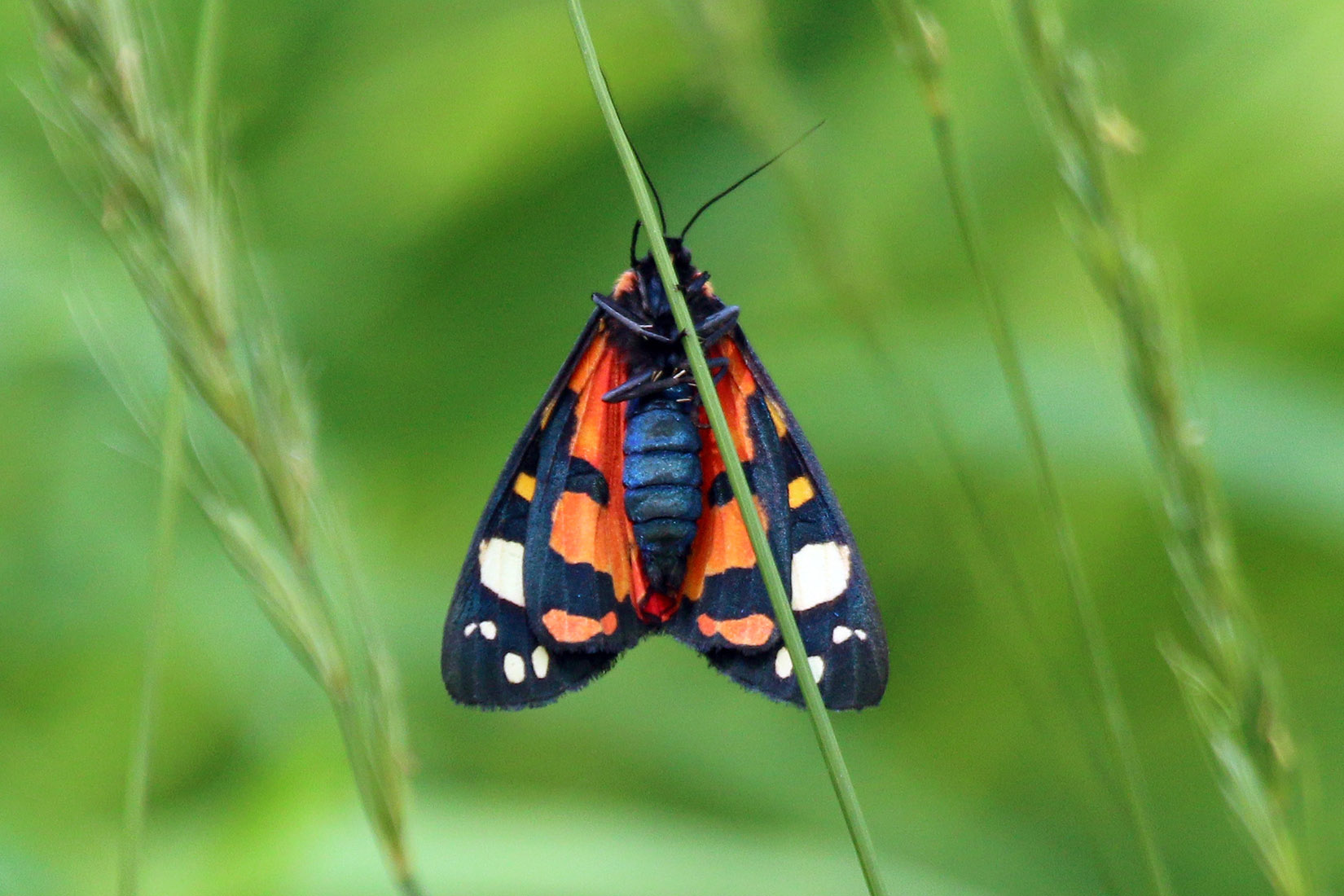
Callimorpha dominula